# Rodolfo Francisco Bobadilla
Rodolfo Francisco Bobadilla Mata, C.M. (Guatemala, 16 de octubre de 1932-13 de abril de 2019) fue un obispo católico guatemalteco.

## Biografía
Rodolfo Francisco Bobadilla Mata se unió a la Orden de los Lazaristas, hizo su profesión el 25 de julio de 1949 y fue ordenado sacerdote el 13 de agosto de 1958.
Juan Pablo II lo nombró el 15 de mayo de 1987 como vicario apostólico de El Petén y obispo titular de Lari Castellum. El nuncio apostólico en Guatemala, Oriano Quilici, lo consagró obispo el 27 de junio del mismo año; Los co-consagrantes fueron Próspero Penados del Barrio, Arzobispo de Guatemala, y Jorge Mario Ávila del Águila, Obispo de Jalapa.

## Muerte
Juan Pablo II lo nombró obispo de Huehuetenango el 28 de agosto de 1996, cargo que ejerció hasta su retirada, el 14 de mayo de 2012. Falleció en abril de 2019 a los 86 años.